# Aporrhiza urophylla
Aporrhiza urophylla är en kinesträdsväxtart som beskrevs av Ernest Friedrich Gilg. Aporrhiza urophylla ingår i släktet Aporrhiza och familjen kinesträdsväxter. Inga underarter finns listade i Catalogue of Life.